# Hadžin Potok
Hadžin Potok falu Bosznia-Hercegovinában, a Bosznia-hercegovinai Föderáció Una-Szanai kantonjában.

## Fekvése
Bosznia-Hercegovina északnyugati részén, Bihácstól légvonalban 29, közúton 38 km-re északra, Cazintól légvonalban 18, közúton 27 km-re északnyugatra, a Šturlova-patak és a Korana összefolyásánál, a Šturlićból a horvát határ felé menő út mentén, erdőkkel tarkított dombvidéken fekszik. Házai a dombhátakon vezető utak mentén, szétszórtan helyezkednek el. Közúti határátkelőhely Horvátország (Szluin) felé.

## Népessége
| Nemzetiségi csoport | Népesség 1991 | Népesség 2013 |
| ------------------- | ------------- | ------------- |
| Szerb               | 7             | 0             |
| Bosnyák             | 204           | 135           |
| Horvát              | 0             | 0             |
| Jugoszláv           | 0             | 0             |
| Egyéb               | 0             | 0             |
| Összesen            | 211           | 135           |